# NSK
NSK (日本精工株式会社, Nippon Seikō Kabushiki-gaisha, Empresa Japonesa de Precisão), é um fabricante de rolamentos em todo o mundo e o maior do Japão. A empresa produz rolamentos automotivos e industriais, colunas de direção elétrica, além de componentes de precisão para a indústria.
A empresa está listada na Bolsa de Valores de Tóquio, é um componente do índice de ações Nikkei 225, e tem mais de 144 operações no exterior em 29 países.

## Negócios atuais
Aproximadamente 31.000 funcionários formam uma rede tecnológica mundial composta por mais de 60 unidades de produção em 14 países.
Aproximadamente, três milhões de novos rolamentos são fabricados por dia (desde rolamentos em miniatura com furo de um milímetro até rolamentos com diâmetro de cinco metros).

## No Brasil
O local escolhido para a primeira fábrica do Japão foi o Brasil, em Suzano, estado de São Paulo, em 1972.
Desde 2008, possui um centro tecnológico no Brasil, onde desenvolve novos produtos e presta serviços aos seus clientes. O prédio possui 1350m² e é composto por diversas salas, seja para teste de rolamentos, inspeção, análises químicas e metalográficas, metrologia e afins. Possui também um auditório onde realiza treinamentos para clientes e colaboradores.
Atualmente, produz rolamentos do tipo fixo de esfera no Brasil para diversos mercados, incluindo automotivo e industrial, além de cubos de roda de primeira e terceira geração, produzindo cerca de 4 milhões de rolamentos por mês.

## Galeria

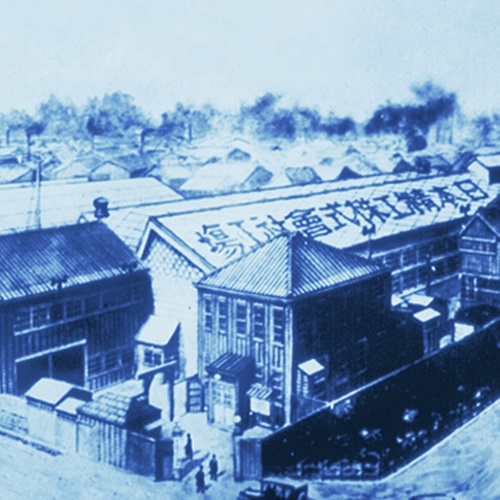
Primeira planta no Japão, em 1916
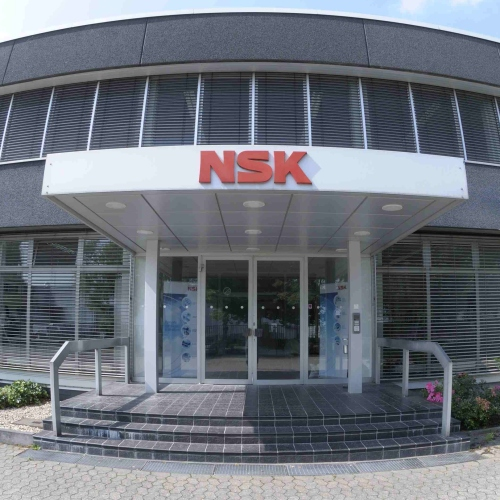
Escritório em Ratingen, Alemanha
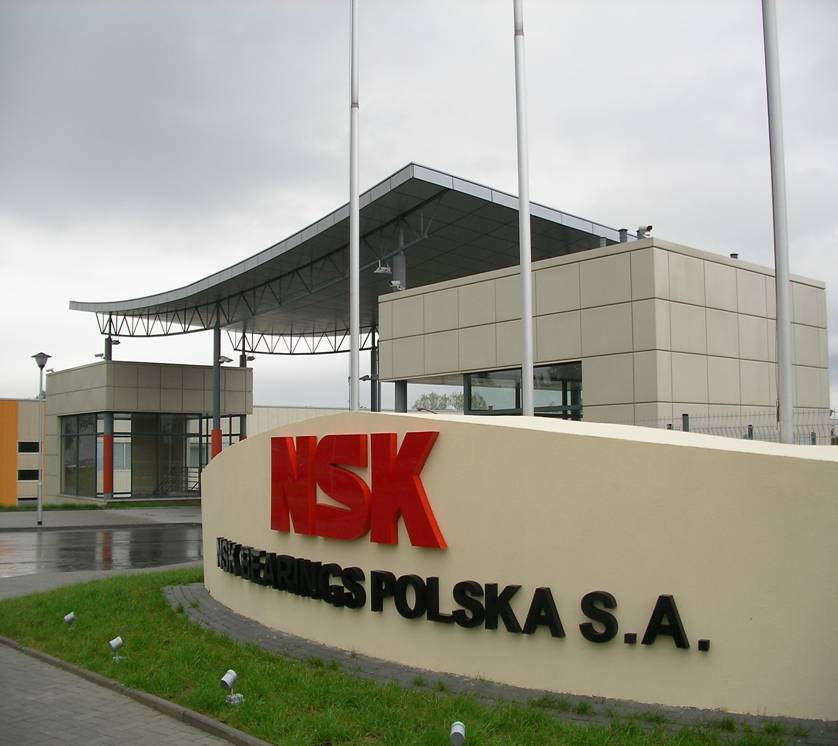
Fábrica da NSK na Polônia.
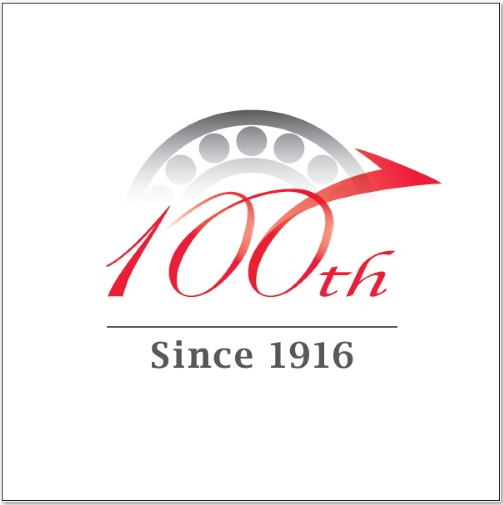
Logo de 100 anos
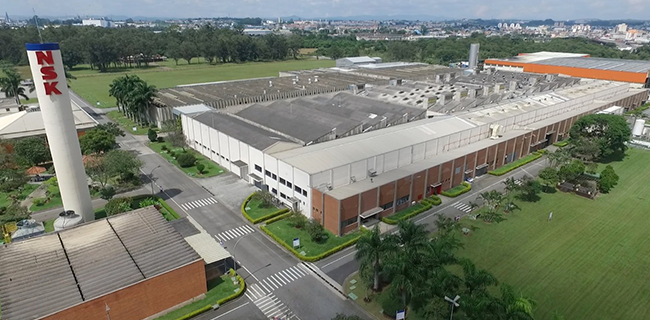
Fabrica da NSK em Suzano.
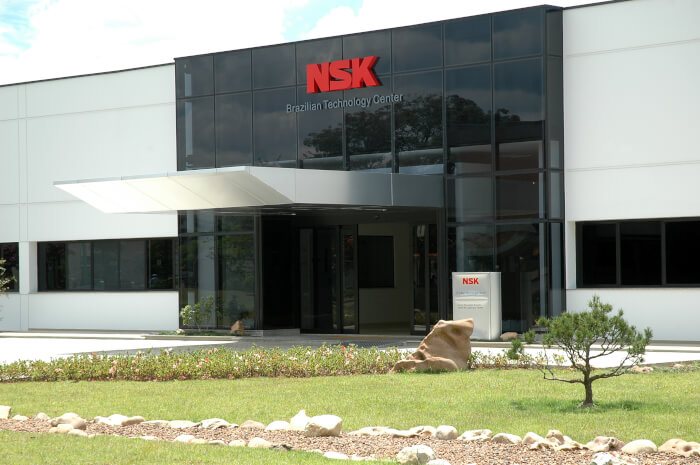
Centro Tecnológico da NSK no Brasil, em Suzano.